# Dětřichov nad Bystřicí
Dětřichov nad Bystřicí (in tedesco Dittersdorf an der Feistritz) è un comune della Repubblica Ceca facente parte del distretto di Bruntál, nella regione della Moravia-Slesia.